# Кино: Энциклопедический словарь
Кин́о: Энциклопед́ический слов́арь (укр. Кіно: Енциклопедичний словник) — найповніша російськомовна енциклопедія про кіно. Вийшла у видавництві «Советская энциклопедия» (Москва) 1986 року.
Містить близько 3900 статей про режисерів, акторів, головні стилі та поняття кінематографії, окремі статті є про кінематограф республік СРСР та держав світу.
У кінці розміщений алфавітний покажчик, де подано назву російською мовою (для закордонних фільмів з назвою латинським алфавітом також указано оригінальну назву; якщо фільм мав у радянському прокаті назву, що суттєво відрізняється від оригінальної, вказано обидві) та рік виходу основних 16 тисяч фільмів, що згадані у виданні.
Головний редактор: доктор мистецтвознавства, народний артист СРСР Сергій Юткевич. Авторами статей енциклопедії були понад 150 фахівців.
Наклад: 100 000 примірників.